# 雪山北峰
雪山北峰（せつざんほくほう）は台湾の台中市和平区と苗栗県泰安郷の境に位置する標高3,703mの山。山域は雪覇国家公園に属する。

## 概要
雪山山脈の山で、台湾百岳では11位であった。
1923年に雪山が「次高山」となった後、この山は「次高北山」と命名された。ちなみに当時は「次高山北峰」や「雪山北峰」は雪山から北に約300m離れた所にある北稜角（標高3,880m）のことを指していた。
雪山北峰から雪山主峰までは氷河によって形成された谷や崖が広がり、聖稜線の中でも特に美しいことで知られる。
かつては凱蘭特崑山（バボー・カランタックン）や塔拉庫霞山（タラクッシヤ山）とも呼ばれていた。なお、凱蘭特崑山はタイヤル族の呼び名であり、現在は雪山北峰から北稜角までの連嶺のことを指す。